# Oak Hill (Kansas)
Oak Hill – miasto w Stanach Zjednoczonych, w stanie Kansas, w hrabstwie Clay.